# Mézidon-Canon
Mézidon-Canon è un comune francese di 4 961 abitanti situato nel dipartimento del Calvados nella regione della Normandia. Dal 1º gennaio 2017 è stato accorpato ad altri 13 comuni per formare il comune di Mézidon Vallée d'Auge, del quale costituisce comune delegato. 

## Società

### Evoluzione demografica
Abitanti censiti

## Amministrazione

### Gemellaggi
- Honiton, Regno Unito, dal 1973
- Gronau, Germania, dal 1974